# 2-硝基乙醇
2-硝基乙醇是一种有机化合物，化学式为NO2CH2CH2OH。它可由硝基甲烷和甲醛在碱性条件下反应制得。其它制备方法还有2-碘乙醇和亚硝酸银的反应及环氧乙烷和亚硝酸钠的反应。它和乙酰氯反应，可以得到乙酸-2-硝基乙酯。